# فرودگاه اسلاویانسک-نا-کوبانی
فرودگاه اسلاویانسک-نا-کوبانی (به انگلیسی: Slavyansk-na-Kubani) یک فرودگاه با کد یاتا URSK است. این فرودگاه در شهر اسلاویانسک-نا-کوبانی کشور روسیه قرار دارد و در ارتفاع ۷ متری از سطح دریا واقع شده است.